# 扇島パワー
株式会社扇島パワー（おうぎしまパワー）は、東京ガスと昭和シェル石油 (現 : 出光興産)の共同出資により設立された企業。東京ガス扇島LNG基地に隣接した東亜石油貯油地跡地にて、ガスタービンと蒸気タービンを組み合わせたガスタービンコンバインドサイクルによる火力発電を行う。

## 発電所
火力発電所
- 発電所名称：扇島パワーステーション
- 所在地：神奈川県横浜市鶴見区扇島2-1

特定規模電気事業者(PPS)の発電所として2010年3月に1号機が運転を開始し、2号機までが建設された。
建設時期未定となっていた3号機は、東日本大震災により福島第一原子力発電所事故が発生し電力需給が逼迫したことを受けて増設が決定、2016年2月1日に運転を開始した。

## 発電設備
- 総出力：122万1,300kW
- 発電方式：コンバインドサイクル発電方式
- 使用燃料：LNG
- 発電端効率：約58%（低位発熱量基準）

1号機
定格出力：40万7,100kW
　ガスタービン × 1軸
　蒸気タービン × 1軸
営業運転開始：2010年3月31日
2号機
定格出力：40万7,100kW
　ガスタービン × 1軸
　蒸気タービン × 1軸
営業運転開始：2010年7月12日
3号機
定格出力：40万7,100kW
　ガスタービン × 1軸
　蒸気タービン × 1軸
営業運転開始：2016年2月1日

## 沿革
- 2003年8月1日 - 資本金1億5000万円、東京瓦斯51%、昭和シェル石油とシェル・ガス・ベー・ヴェー各24.5%の出資により会社設立[2][3]
- 2007年10月1日 - 着工。
- 2010年3月31日 - 1号機運転開始[4][5]。
- 2010年7月12日 - 2号機運転開始[6][7]。
- 2016年2月1日 - 3号機運転開始[8][9]。